# Escala de Schwab y England AVD
La escala de Schwab y England AVD (Actividades de Vida Diaria) es un método de evaluar las capacidades de gente con movilidad limitada. Originalmente presentado en una conferencia de la enfermedad de Parkinson, la escala evalúa los pacientes con dificultades en completar actividades diarias o tareas. La escala usa porcentajes para representar cuanto esfuerzo y dependencia pacientes ocupan para completar tareas. Los resultados de la escala pueden ser dados por un profesional o por el paciente mismo.
La escala era presentada por la primera vez en 1968, en el Tercer Simposio en la Enfermedad de Parkinson, en la Universidad Real de Cirujanos en Edimburgo, por coautores R.S. Schwab y A.C. Inglaterra.